# Axinus grandis
Axinus grandis is een tweekleppigensoort uit de familie van de Thyasiridae. De wetenschappelijke naam van de soort is voor het eerst geldig gepubliceerd in 1885 door Verrill & Smith [in Verrill].